# Listă de filme DreamWorks Pictures
Aceasta este o listă de filme de lungmetraj produse și/sau lansate de compania de producție independentă din SUA DreamWorks Pictures. Drepturile de distribuție pentru filmele lansate până în 2010 sunt în prezent deținute de Paramount Pictures, cu excepția cazului în care se menționează altceva, toate drepturile de distribuție din 2011-2016 sunt în prezent deținute de Walt Disney Studios Motion Pictures, iar drepturile pentru toate filmele DreamWorks Animation sunt deținute în prezent de Universal Pictures. De asemenea, Universal Pictures a distribuit filmele pentru acasă (home media) în afara Americii de Nord până la achiziția DreamWorks Pictures.

## Anii 1990

### 1997
| Data lansării      | Titlu                 | Note |
| ------------------ | --------------------- | --- |
| 26 septembrie 1997 | Pacificatorul         | coproducție cu Parkes/MacDonald Productions; primul film |
| 10 decembrie 1997  | Amistad               | coproducție cu HBO Pictures Nominalizare - Premiul Asociației Criticilor de Film pentru cel mai bun film Nominalizare - David di Donatello pentru cel mai bun film străin Nominalizare - Premiul Globul de Aur pentru cel mai bun film dramatic Nominalizare - Premiul Satellite pentru cel mai bun film - Dramă |
| 19 decembrie 1997  | Vânătoarea de șoareci | coproducție cu Riche/Ludwig Productions Nominalizare - Premiul Saturn pentru cel mai bun film fantastic |

### 1998
| Data lansării     | Titlu                      | Note |
| ----------------- | -------------------------- | --- |
| noiembrie 1998    | Paulie                     | coproducție cu Mutual Film Company |
| 08 mai 1998       | Impact nimicitor           | numai distribuție internațională; coproducție cu Paramount Pictures, Amblin Entertainment, The Manhattan Project & Zanuck/Brown Productions |
| 10 iulie 1998     | Soldățeii (Small Soldiers) | numai distribuție în America de Nord; coproducție cu Universal Pictures și Amblin Entertainment |
| 24 iulie 1998     | Salvați soldatul Ryan      | numai distribuție în America de Nord; coproducție cu Paramount Pictures, Amblin Entertainment și Mutual Film Company Premiul BAFTA pentru cel mai bun film Premiul Asociației Criticilor de Film pentru cel mai bun film Premiul Globul de Aur pentru cel mai bun film dramatic Premiul Saturn pentru cel mai bun film de acțiune/aventură/thriller Nominalizare - Premiul Oscar pentru cel mai bun film Nominalizare - Premiul César pentru cel mai bun film străin Nominalizare - Premiul Satellite pentru cel mai bun film - Dramă - Drama Nominalizare - Premiul Academiei Japoneze pentru cel mai bun film într-o limbă străină Adăugat în Registrul Național [American] de Film în 2014 |
| 02 octombrie 1998 | Furnicuțe                  | coproducție cu DreamWorks Animation și Pacific Data Images; primul lungmetraj animat pe calculator DreamWorks Nominalizare - Premiul Satellite pentru cel mai bun film de animație sau mixt |
| 18 decembrie 1998 | Prințul Egiptului          | coproducție cu DreamWorks Animation; primul lungmetraj de animație tradițională DreamWorks Nominalizare - Premiul Annie pentru cel mai bun film de animație Nominalizare - Premiul Saturn pentru cel mai bun film de acțiune/aventură/thriller |

### 1999
| Data lansării     | Titlu                                                | Note |
| ----------------- | ---------------------------------------------------- | --- |
| 15 ianuarie 1999  | Crime în vis (In Dreams)                             | coproducție cu Amblin Entertainment |
| 19 martie 1999    | Furtună, peripeții și... dragoste (Forces of Nature) | coproducție cu Roth-Arnold Productions |
| 21 mai 1999       | Scrisoarea de dragoste (The Love Letter)             | coproducție cu Sanford/Pillsbury Productions |
| 23 iulie 1999     | Castelul bântuit (The Haunting)                      | coproducție cu Roth-Arnold Productions |
| 01 octombrie 1999 | Frumusețe americană                                  | coproducție cu Jinks/Cohen Company Premiul Oscar pentru cel mai bun film Premiul BAFTA pentru cel mai bun film Premiul Bodil pentru cel mai bun film american Premiul Asociației Criticilor de Film pentru cel mai bun film Premiul Globul de Aur pentru cel mai bun film dramatic Premiul Consiliului Național al Criticilor pentru cel mai bun film Premiul People’s Choice al Festivalului Internațional de Film de la Toronto Nominalizare - Premiul César pentru cel mai bun film străin Nominalizare - David di Donatello pentru cel mai bun film străin Nominalizare - Premiul Academiei Japoneze pentru cel mai bun film într-o limbă străină Nominalizare - Premiul Satellite pentru cel mai bun film - Dramă |
| 25 decembrie 1999 | Bătălia galactică                                    | coproducție cu Gran Via Productions Nominalizare - Premiul Saturn pentru cel mai bun film științifico-fantastic |

## Anii 2000

### 2000
| Data lansării      | Titlu                             | Note |
| ------------------ | --------------------------------- | --- |
| 31 martie 2000     | Drumul spre El Dorado             | coproducție cu DreamWorks Animation Nominalizare - Premiul Annie pentru cel mai bun film de animație |
| 05 mai 2000        | Gladiatorul                       | distribuție numai în America de Nord și Coreea de Sud; coproducție cu Universal Pictures, Scott Free Productions și Red Wagon Entertainment Premiul Oscar pentru cel mai bun film Premiul BAFTA pentru cel mai bun film Premiul Asociației Criticilor de Film pentru cel mai bun film Premiul Globul de Aur pentru cel mai bun film dramatic Nominalizare - Premiul Academiei Japoneze pentru cel mai bun film într-o limbă străină Nominalizare - Premiul Satellite pentru cel mai bun film - Dramă - Drama Nominalizare - Premiul Saturn pentru cel mai bun film de acțiune/aventură/thriller |
| 19 mai 2000        | O escapadă super (Road Trip)      | coproducție cu The Montecito Picture Company |
| 19 mai 2000        | Small Time Crooks                 | numai distribuție în America de Nord; produs de Sweetland Films |
| 23 iunie 2000      | Evadare din coteț                 | distribuție numai în afara Regatului Unit, Irlandei, Franței, Europei vorbitoare de germană, Spaniei, Portugaliei și Beneluxului; coproducție cu DreamWorks Animation, Pathé, Allied Filmmakers și Aardman Animations Premiul Asociației Criticilor de Film pentru cel mai bun film de animație Premiul Consiliului Național al Criticilor pentru cel mai bun film de animație Premiul Satellite pentru cel mai bun film de animație sau mixt Nominalizare - Premiul Annie pentru cel mai bun film de animație Nominalizare - Premiul BAFTA pentru cel mai bun film britanic Nominalizare - Premiul Bodil pentru cel mai bun film non-american Nominalizare - Premiul Academiei Europene de Film pentru cel mai bun film Nominalizare - Premiul Globul de Aur pentru cel mai bun film (muzical/comedie) Nominalizare - Premiul Goya pentru cel mai bun film european Nominalizare - Premiul Saturn pentru cel mai bun film fantastic |
| 21 iulie 2000      | Dincolo de aparențe               | numai distribuție în America de Nord; coproducție cu 20th Century Fox și ImageMovers |
| 22 septembrie 2000 | Aproape celebri                   | numai distribuție în America de Nord; coproducție cu Columbia Pictures și Vinyl Films Premiul Globul de Aur pentru cel mai bun film (muzical/comedie) Nominalizare - Premiul BAFTA pentru cel mai bun film Nominalizare - Premiul Asociației Criticilor de Film pentru cel mai bun film Nominalizare - Premiul Satellite pentru cel mai bun film - Dramă - Musical or Comedy |
| 06 octombrie 2000  | Un socru de coșmar                | numai distribuție internațională; coproducție cu Universal Pictures, Nancy Tenenbaum Productions și Tribeca Productions |
| 13 octombrie 2000  | Persona non grata (The Contender) | numai distribuție în America de Nord; produs de Cinerenta, Cinecontender Productions, Battleground Productions și SE8 Group |
| 03 noiembrie 2000  | Misteriosul Bagger Vance          | numai distribuție în America de Nord; coproducție cu 20th Century Fox și Allied Filmmakers |
| 22 decembrie 2000  | Naufragiatul                      | numai distribuție internațională; coproducție cu 20th Century Fox, ImageMovers și Playtone Nominalizare - Premiul Asociației Criticilor de Film pentru cel mai bun film |
| 25 decembrie 2000  | Vânzătorii de peruci              | numai distribuție în America de Nord; coproducție cu Columbia Pictures, Bayahibe Films și Baltimore Spring/Creek Pictures |

### 2001
| Data lansării     | Titlu                         | Note |
| ----------------- | ----------------------------- | --- |
| 02 martie 2001    | Mexicanul (The Mexican)       | distribuție numai în afara Germaniei, a Elveției germanofone, a Spaniei și a Japoniei; coproducție cu Newmarket și Lawrence Bender Productions Premiul GLAAD Media pentru cel mai bun film - Lansare largă |
| 18 mai 2001       | Shrek                         | coproducție cu DreamWorks Animation și PDI/DreamWorks Câștigătorul inaugural al Premiului Oscar pentru cel mai bun film de animație Premiul Annie pentru cel mai bun film de animație Premiul Asociației Criticilor de Film pentru cel mai bun film de animație Premiul Consiliului Național al Criticilor pentru cel mai bun film de animație Nominalizare - Premiul BAFTA pentru cel mai bun film Nominalizare - Premiul Bodil pentru cel mai bun film american Nominalizare - Premiul Asociației Criticilor de Film pentru cel mai bun film Nominalizare - Premiul Globul de Aur pentru cel mai bun film (muzical/comedie) Nominalizare - Palme d'Or Nominalizare - Premiul Satellite pentru cel mai bun film de animație sau mixt Nominalizare - Premiul Saturn pentru cel mai bun film fantastic Adăugat în Registrul Național [American] de Film în 2020 |
| 08 iunie 2001     | Evoluție (Evolution)          | numai distribuție în America de Nord; coproducție cu Columbia Pictures și The Montecito Picture Company |
| 29 iunie 2001     | Inteligență artificială       | doar distribuția de televiziune din America de Nord și de televiziune la nivel mondial; coproducție cu Warner Bros. Pictures, Stanley Kubrick Productions și Amblin Entertainment Premiul Saturn pentru cel mai bun film științifico-fantastic Nominalizare - Premiul Academiei Japoneze pentru cel mai bun film într-o limbă străină |
| 24 august 2001    | Blestemul Scorpionului de Jad | numai distribuție în America de Nord; produs de VCL Communications și Gravier Productions |
| 19 octombrie 2001 | Ultimul castel                | coproducție cu Robert Lawrence Productions |
| 21 decembrie 2001 | O minte sclipitoare           | numai distribuție internațională; coproducție cu Universal Pictures, Imagine Entertainment Premiul Oscar pentru cel mai bun film Premiul Asociației Criticilor de Film pentru cel mai bun film Premiul Globul de Aur pentru cel mai bun film dramatic Nominalizare - Premiul BAFTA pentru cel mai bun film |

### 2002
| Data lansării      | Titlu                                                                  | Note |
| ------------------ | ---------------------------------------------------------------------- | --- |
| 08 martie 2002     | Mașina timpului (The Time Machine)                                     | numai distribuție în America de Nord; coproducție cu Warner Bros. Pictures și Parkes/MacDonald Productions |
| 03 mai 2002        | Final ca la Hollywood (Hollywood Ending)                               | numai distribuție în America de Nord; produs de Gravier Productions |
| 24 mai 2002        | Spirit: Armăsarul vestului sălbatic (Spirit: Stallion of the Cimarron) | coproducție cu DreamWorks Animation Nominalizare - Premiul Oscar pentru cel mai bun film de animație Nominalizare - Premiul Annie pentru cel mai bun film de animație Nominalizare - Premiul Asociației Criticilor de Film pentru cel mai bun film de animație Nominalizare - Premiul Satellite pentru cel mai bun film de animație sau mixt     |
| 21 iunie 2002      | Raport Special                                                         | doar distribuția de televiziune din America de Nord și la nivel mondial; coproducție cu 20th Century Fox, Cruise/Wagner Productions, Blue Tulip Productions și Amblin Entertainment Premiul Saturn pentru cel mai bun film științifico-fantastic Nominalizare - Premiul César pentru cel mai bun film străin                                     |
| 12 iulie 2002      | Drumul spre pierzanie                                                  | numai distribuție în America de Nord; coproducție cu 20th Century Fox și The Zanuck Company Premiul Saturn pentru cel mai bun film de acțiune/aventură/thriller Nominalizare - Premiul Asociației Criticilor de Film pentru cel mai bun film Nominalizare - Golden Lion Nominalizare - Premiul Satellite pentru cel mai bun film - Dramă - Drama |
| 27 septembrie 2002 | Fracul Magic (The Tuxedo)                                              | coproducție cu Blue Train Productions, Vanguard Films și Parkes/MacDonald Productions |
| 18 octombrie 2002  | Avertizarea                                                            | distribuție numai în afara Japoniei; coproducție cu Parkes/MacDonald Productions, Vertigo Entertainment și BenderSpink, Inc. Premiul Saturn pentru cel mai bun film de groază |
| 25 decembrie 2002  | Prinde-mă! Dacă poți!                                                  | coproducție cu Amblin Entertainment, Kemp Company, Splendid Pictures și Parkes/MacDonald Productions Nominalizare - Premiul Asociației Criticilor de Film pentru cel mai bun film |

### 2003
| Data lansării      | Titlu                                          | Note |
| ------------------ | ---------------------------------------------- | --- |
| 31 ianuarie 2003   | Băieți pe motoare (Biker Boyz)                 | coproducție cu 3 Arts Entertainment |
| 21 februarie 2003  | Vechea gașcă (Old School)                      | coproducție cu The Montecito Picture Company |
| 28 martie 2003     | Un negru pentru Casa Albă (Head of State)      | coproducție cu 3 Arts Entertainment |
| 02 iulie 2003      | Sinbad: Legenda celor șapte mări               | coproducție cu DreamWorks Animation; ultimul film de lungmetraj de animație tradițională de la DreamWorks Animation Nominalizare - Premiul Satellite pentru cel mai bun film de animație sau mixt Nominalizare - Premiul Saturn pentru cel mai bun film de animație |
| 25 iulie 2003      | Cursa Secolului (Seabiscuit)                   | credit de studio și distribuție numai în Europa vorbitoare de germană, Spania și Scandinavia; coproducție cu Universal Pictures, Spyglass Entertainment, Larger Than Life Productions și The Kennedy/Marshall Company Nominalizare - Premiul Oscar pentru cel mai bun film Nominalizare - Premiul Asociației Criticilor de Film pentru cel mai bun film Nominalizare - Premiul Globul de Aur pentru cel mai bun film dramatic Nominalizare - Premiul Academiei Japoneze pentru cel mai bun film într-o limbă străină |
| 19 septembrie 2003 | Sfaturi în dragoste (Anything Else)            | numai distribuție în America de Nord; produs de Periodo Productions și Gravier Productions |
| 21 noiembrie 2003  | Pisica (The Cat in the Hat)                    | numai distribuție internațională; coproducție cu Universal Pictures și Imagine Entertainment |
| 19 decembrie 2003  | Casa de nisip și ceață (House of Sand and Fog) | numai distribuție în America de Nord; coproducție cu Bisgrove Entertainment și Cobalt Media Group |
| 25 decembrie 2003  | Cecul sau viața                                | numai distribuție internațională; coproducție cu Paramount Pictures, Davis Entertainment și Lion Rock Productions Nominalizare - Premiul Saturn pentru cel mai bun film științifico-fantastic |

### 2004
| Data lansării     | Titlu                                               | Note |
| ----------------- | --------------------------------------------------- | --- |
| 23 ianuarie 2004  | O vedetă în casa ta (Win a Date with Tad Hamilton!) | coproducție cu Red Wagon Entertainment |
| 20 februarie 2004 | Vacanță în Europa (EuroTrip)                        | coproducție cu The Montecito Picture Company |
| 30 aprilie 2004   | Invidia                                             | numai distribuție în America de Nord; coproducție cu Columbia Pictures, Castle Rock Entertainment și Baltimore/Spring Creek Pictures |
| 19 mai 2004       | Shrek 2                                             | coproducție cu DreamWorks Animation și PDI/DreamWorks Nominalizare - Premiul Oscar pentru cel mai bun film de animație Nominalizare - Premiul Annie pentru cel mai bun film de animație Nominalizare - Premiul Asociației Criticilor de Film pentru cel mai bun film de animație Nominalizare - Palme d'Or Nominalizare - Premiul Saturn pentru cel mai bun film de animație |
| 11 iunie 2004     | Neveste perfecte                                    | numai distribuție internațională; coproducție cu Paramount Pictures, Scott Rudin Productions și De Line Pictures |
| 18 iunie 2004     | The Terminalul                                      | coproducție cu Amblin Entertainment și Parkes/MacDonald Productions |
| 09 iulie 2004     | Un știrist legendar                                 | coproducție cu Apatow Productions |
| 06 august 2004    | Collateral                                          | numai distribuție în America de Nord; coproducție cu Paramount Pictures, Forward Pass, Edge City și Parkes/MacDonald Productions Nominalizare - Premiul Asociației Criticilor de Film pentru cel mai bun film Nominalizare - Premiul Saturn pentru cel mai bun film de acțiune/aventură/thriller                                                                             |
| 01 octombrie 2004 | Povestea unui rechin                                | coproducție cu DreamWorks Animation Nominalizare - Premiul Oscar pentru cel mai bun film de animație Nominalizare - Premiul Saturn pentru cel mai bun film de animație |
| 22 octombrie 2004 | Un Crăciun printre străini                          | coproducție cu Tall Trees Productions și LivePlanet |
| 17 decembrie 2004 | Lemony Snicket - O serie de evenimente nefericite   | numai distribuție internațională; coproducție cu Paramount Pictures, Nickelodeon Movies și Parkes/MacDonald Productions Nominalizare - Premiul Asociației Criticilor de Film pentru cel mai bun film de familie Nominalizare - Premiul Saturn pentru cel mai bun film fantastic                                                                                              |
| 22 decembrie 2004 | Doi cuscri de coșmar                                | numai distribuție internațională; coproducție cu Universal Pictures, Tribeca Productions și Everyman Pictures |

### 2005
| Data lansării      | Titlu                                  | Note |
| ------------------ | -------------------------------------- | --- |
| 18 martie 2005     | Avertizarea 2                          | distribuție numai în afara Japoniei; coproducție cu Parkes/MacDonald Productions, Vertigo Entertainment și BenderSpink, Inc. |
| 27 mai 2005        | Madagascar (film din 2005)             | coproducție cu DreamWorks Animation și PDI/DreamWorks Nominalizare - Premiul Annie pentru cel mai bun film de animație Nominalizare - Premiul Asociației Criticilor de Film pentru cel mai bun film de animație Nominalizare - Premiul Saturn pentru cel mai bun film de animație |
| 29 iunie 2005      | Războiul lumilor                       | doar distribuția de televiziune din America de Nord și de televiziune la nivel mondial; coproducție cu Paramount Pictures, Cruise/Wagner Productions și Amblin Entertainment Nominalizare - Premiul Saturn pentru cel mai bun film științifico-fantastic |
| 22 iulie 2005      | Insula                                 | numai distribuție în America de Nord; coproducție cu Warner Bros. Pictures și Parkes/MacDonald Productions |
| 19 august 2005     | Zbor de noapte                         | coproducție cu BenderSpink, Inc. and Craven-Maddalena Films Nominalizare - Premiul Saturn pentru cel mai bun film de acțiune/aventură/thriller |
| 16 septembrie 2005 | Ca în rai (Just Like Heaven)           | coproducție cu Parkes/MacDonald Productions |
| 07 octombrie 2005  | Wallace și Gromit: Blestemul iepurelui | coproducție cu DreamWorks Animation și Aardman Animations; ultimul film DreamWorks Animation distribuit de DreamWorks Pictures Premiul Oscar pentru cel mai bun film de animație Premiul Annie pentru cel mai bun film de animație Premiul BAFTA pentru cel mai bun film britanic Premiul Asociației Criticilor de Film pentru cel mai bun film de animație Nominalizare - Premiul Bodil pentru cel mai bun film non-american Nominalizare - Premiul Academiei Europene de Film pentru cel mai bun film Nominalizare - Premiul Satellite pentru cel mai bun film de animație sau mixt Nominalizare - Premiul Saturn pentru cel mai bun film de animație |
| 14 octombrie 2005  | The Prize Winner of Defiance, Ohio     | coproducție cu Revolution Studios și ImageMovers |
| 21 octombrie 2005  | A doua șansă (Dreamer)                 | numai distribuție în America de Nord; coproducție cu Hyde Park Entertainment, Epsilon Motion Pictures și Tollin/Robbins Productions |
| 09 decembrie 2005  | Memoriile unei gheișe                  | studio credit only; coproducție cu Columbia Pictures, Spyglass Entertainment, Amblin Entertainment și Red Wagon Entertainment Nominalizare - Premiul Asociației Criticilor de Film pentru cel mai bun film Nominalizare - Premiul Satellite pentru cel mai bun film - Dramă - Drama |
| 23 decembrie 2005  | München                                | numai distribuție internațională; coproducție cu Universal Pictures, Amblin Entertainment, The Kennedy/Marshall Company și Alliance Atlantis Nominalizare - Premiul Oscar pentru cel mai bun film Nominalizare - Premiul Asociației Criticilor de Film pentru cel mai bun film |
| 28 decembrie 2005  | Match Point                            | numai distribuție în America de Nord; produs de BBC Films, Thema Production and Jada Productions David di Donatello pentru cel mai bun film european Premiul Goya pentru cel mai bun film european Nominalizare - Premiul César pentru cel mai bun film străin Nominalizare - Premiul Globul de Aur pentru cel mai bun film dramatic |

### 2006
| Data lansării      | Titlu                                     | Note |
| ------------------ | ----------------------------------------- | --- |
| 17 martie 2006     | Iubesc pe cine nu trebuie (She's the Man) | numai distribuție în America de Nord; coproducție cu Lakeshore Entertainment și The Donners' Company |
| 15 septembrie 2006 | Ultimul sărut (The Last Kiss)             | distribuție numai în America de Nord și Germania; coproducție cu Lakeshore Entertainment |
| 20 octombrie 2006  | Steaguri pline de glorie                  | numai distribuție în America de Nord; coproducție cu Warner Bros. Pictures, Malpaso Productions și Amblin Entertainment Premiul Academiei Japoneze pentru cel mai bun film într-o limbă străină Nominalizare - Premiul Satellite pentru cel mai bun film - Dramă - Drama |
| 15 decembrie 2006  | Dreamgirls                                | coproducție cu Paramount Pictures și Laurence Mark Productions Premiul Globul de Aur pentru cel mai bun film (muzical/comedie) Nominalizare - Premiul Academiei Japoneze pentru cel mai bun film într-o limbă străină |
| 20 decembrie 2006  | Scrisori din Iwo Jima                     | numai credit de studio; coproducție cu Warner Bros. Pictures, Malpaso Productions și Amblin Entertainment Premiul Bodil pentru cel mai bun film american Premiul Asociației Criticilor de Film pentru cel mai bun film într-o limbă străină Premiul Globul de Aur pentru cel mai bun film într-o limbă străină Premiul Academiei Japoneze pentru cel mai bun film în limba străină Premiul Consiliului Național al Criticilor pentru cel mai bun film Nominalizare - Premiul Oscar pentru cel mai bun film Nominalizare - Premiul Asociației Criticilor de Film pentru cel mai bun film Nominalizare - Premiul Saturn pentru cel mai bun film internațional |
| 27 decembrie 2006  | Parfumul: povestea unei crime             | numai distribuție în America de Nord; produs de Constantin Film, Bernd Eichinger Productions, NEF Productions și Castelao Productions Nominalizare - Premiul Saturn pentru cel mai bun film de acțiune/aventură/thriller |

### 2007
| Data lansării     | Titlu                                             | Note |
| ----------------- | ------------------------------------------------- | --- |
| 09 februarie 2007 | Norbit                                            | coproducție cu Davis Entertainment și Tollin/Robbins Productions |
| 30 martie 2007    | Tăișul gloriei (Blades of Glory)                  | coproducție cu MTV Films, Red Hour Productions și Smart Entertainment |
| 13 aprilie 2007   | Suspiciunea (Disturbia)                           | coproducție cu Cold Spring Pictures și The Montecito Picture Company |
| 03 iulie 2007     | Transformers - Războiul lor în lumea noastră      | coproducție cu Paramount Pictures, Hasbro Films și Di Bonaventura Pictures Nominalizare - Premiul Saturn pentru cel mai bun film științifico-fantastic |
| 05 octombrie 2007 | Cât durează o căsnicie (The Heartbreak Kid)       | coproducție cu Davis Entertainment, Conundrum Entertainment și Radar Pictures |
| 19 octombrie 2007 | Pierderi dureroase (Things We Lost in the Fire)   | coproducție cu Neal Street Productions |
| 14 decembrie 2007 | Vânătorii de zmeie (The Kite Runner)              | coproducție cu Paramount Classics, Parkes+MacDonald, Sidney Kimmel Entertainment și Participant Productions Nominalizare - Premiul BAFTA pentru cel mai bun film într-o limbă străină alta decât engleza Nominalizare - Premiul Asociației Criticilor de Film pentru cel mai bun film Nominalizare - Premiul Globul de Aur pentru cel mai bun film într-o limbă străină |
| 21 decembrie 2007 | Sweeney Todd: Bărbierul diabolic din Fleet Street | numai distribuție în America de Nord; coproducție cu Warner Bros. Pictures, Parkes/MacDonald Productions, Image Nation și The Zanuck Company Premiul Globul de Aur pentru cel mai bun film (muzical/comedie) Premiul Saturn pentru cel mai bun film de groază Nominalizare - Premiul Asociației Criticilor de Film pentru cel mai bun film                              |

### 2008
| Data lansării      | Titlu                              | Note |
| ------------------ | ---------------------------------- | --- |
| 04 aprilie 2008    | Ruinele                            | distribuție numai în afara Poloniei, Portugaliei și Greciei; coproducție cu Spyglass Entertainment și Red Hour Productions |
| 13 august 2008     | Furtuna tropicală (Tropic Thunder) | coproducție cu Red Hour Productions Premiul Asociației Criticilor de Film pentru cel mai bun film de comedie Nominalizare - Premiul Satellite pentru cel mai bun film - Dramă - Musical or Comedy |
| 19 septembrie 2008 | Orașul fantomelor⁠(d) (Ghost Town)  | distribuție numai în afara Germaniei, Scandinavei și Israelului; coproducție cu Spyglass Entertainment și Pariah |
| 26 septembrie 2008 | Ochi de vultur                     | coproducție cu K/O Paper Products și Goldcrest Pictures Nominalizare - Premiul Saturn pentru cel mai bun film științifico-fantastic |
| 26 decembrie 2008  | Nonconformiștii                    | coproducție cu Paramount Vantage, BBC Films, Neal Street Productions și Evamere Entertainment Nominalizare - Premiul Bodil pentru cel mai bun film american Nominalizare - Premiul Globul de Aur pentru cel mai bun film dramatic Nominalizare - Premiul Satellite pentru cel mai bun film - Dramă - Drama |

### 2009
| Data lansării      | Titlu                                     | Note |
| ------------------ | ----------------------------------------- | --- |
| 16 ianuarie 2009   | Hotel pentru căței (Hotel for Dogs)       | coproducție cu Nickelodeon Movies, Cold Spring Pictures, The Donners' Company și The Montecito Picture Company |
| 30 ianuarie 2009   | Intrușii (The Uninvited)                  | coproducție cu Cold Spring Pictures, Parkes/MacDonald Productions, The Montecito Picture Company și Vertigo Entertainment |
| 20 martie 2009     | Caut cavaler de onoare (I Love You, Man)  | coproducție cu De Line Pictures, Bernard Gayle Productions și The Montecito Picture Company Nominalizare - Premiul GLAAD Media pentru cel mai bun film - Lansare largă |
| 24 aprilie 2009    | Solistul (The Soloist)                    | numai distribuție în America de Nord; coproducție cu Universal Pictures, StudioCanal, Participant Media, Between Two Trees, Working Title Films și Krasnoff Foster Entertainment |
| 24 iunie 2009      | Transformers 2: Răzbunarea celor învinși  | coproducție cu Paramount Pictures, Hasbro Films și Di Bonaventura Pictures Nominalizare - Premiul Saturn pentru cel mai bun film științifico-fantastic |
| 11 august 2009     | O escapadă super 2 (Road Trip: Beer Pong) | coproducție cu Paramount Home Entertainment și Paramount Famous Productions |
| 25 septembrie 2009 | Activitate paranormală                    | deținătorul drepturilor de autor numai în America de Nord; produs de Blumhouse Productions; distribuit în America de Nord de Paramount Pictures |
| 04 decembrie 2009  | Sus, în aer                               | numai deținător al drepturilor de autor; coproducție cu Paramount Pictures și The Montecito Picture Company Premiul Consiliului Național al Criticilor pentru cel mai bun film Nominalizare - Premiul Oscar pentru cel mai bun film Nominalizare - Premiul BAFTA pentru cel mai bun film Nominalizare - Premiul Asociației Criticilor de Film pentru cel mai bun film Nominalizare - David di Donatello pentru cel mai bun film străin Nominalizare - Premiul Globul de Aur pentru cel mai bun film dramatic Nominalizare - Premiul Satellite pentru cel mai bun film - Dramă - Musical ori Comedie |
| 11 decembrie 2009  | Din Raiul meu                             | coproducție cu Paramount Pictures, Film4 și WingNut Films Nominalizare - Premiul Saturn pentru cel mai bun film fantastic |

## Anii 2010

### 2010
| Data lansării     | Titlu                                      | Note |
| ----------------- | ------------------------------------------ | --- |
| 12 martie 2010    | Nu-i de nasul meu (She's Out of My League) | coproducție cu Paramount Pictures și Mosaic Media Group |
| 30 iulie 2010     | Cină pentru fraieri                        | coproducție cu Paramount Pictures, Spyglass Entertainment, Parkes/MacDonald Productions, Everyman Pictures și Reliance Entertainment |
| 22 decembrie 2010 | O familie de coșmar                        | numai deținător al drepturilor de autor; coproducție cu Universal Pictures, Paramount Pictures, Relativity Media, Tribeca Productions și Everyman Pictures |
| 22 decembrie 2010 | Adevăratul curaj (True Grit)               | numai deținător al drepturilor de autor; coproducție cu Paramount Pictures, Skydance Productions, Scott Rudin Productions și Mike Zoss Productions Nominalizare - Premiul Oscar pentru cel mai bun film Nominalizare - Premiul BAFTA pentru cel mai bun film Nominalizare - Premiul Bodil pentru cel mai bun film american Nominalizare - Premiul Asociației Criticilor de Film pentru cel mai bun film Nominalizare - Premiul Saturn pentru cel mai bun film de acțiune/aventură/thriller |

### 2011
| Data lansării     | Titlu                                      | Note |
| ----------------- | ------------------------------------------ | --- |
| 21 ianuarie 2011  | Fără obligații (No Strings Attached)       | numai deținător al drepturilor de autor; coproducție cu Paramount Pictures, Katalyst Films, Handsomecharlie Films, Cold Spring Pictures, Spyglass Entertainment și The Montecito Picture Company |
| 18 februarie 2011 | Numărul patru                              | coproducție cu Touchstone Pictures, Reliance Entertainment și Bay Films; primul film DreamWorks Pictures distribuit de Walt Disney Studios Motion Pictures prin contractul de distribuție din 2009. |
| 29 iunie 2011     | Transformers: Fața ascunsă a Lunii         | numai deținător al drepturilor de autor; coproducție cu Paramount Pictures, Hasbro Films și Di Bonaventura Pictures Nominalizare - Premiul Saturn pentru cel mai bun film științifico-fantastic |
| 29 iulie 2011     | Văcari & Extratereștri                     | coproducție cu Universal Pictures, Paramount Pictures, Relativity Media, Reliance Entertainment, Imagine Entertainment, Fairview Entertainment, Platinum Studios și K/O Paper Products |
| 10 august 2011    | Culoarea sentimentelor (The Help)          | coproducție cu Touchstone Pictures, Reliance Entertainment, Participant Media, Imagenation Abu Dhabi, 1492 Pictures și Harbinger Pictures Nominalizare - Premiul Oscar pentru cel mai bun film Nominalizare - Premiul BAFTA pentru cel mai bun film Nominalizare - Premiul Asociației Criticilor de Film pentru cel mai bun film Nominalizare - Premiul Globul de Aur pentru cel mai bun film dramatic Nominalizare - Premiul Satellite pentru cel mai bun film - Dramă |
| 19 august 2011    | Noapte de groază (Fright Night)            | coproducție cu Touchstone Pictures, Reliance Entertainment, Gaeta/Rosenzweig Films și Michael De Luca Productions |
| martie 2011       | Pumni de oțel                              | coproducție cu Touchstone Pictures, Montford Murphy Productions, Reliance Entertainment și 21 Laps Entertainment |
| 21 decembrie 2011 | Aventurile lui Tintin: Secretul Licornului | numai deținător al drepturilor de autor; coproducție cu Columbia Pictures, Paramount Pictures, Amblin Entertainment, Nickelodeon Movies, The Kennedy/Marshall Company, WingNut Films și Hemisphere Media Capital Premiul Globul de Aur pentru cel mai bun film de animație Premiul Satellite pentru cel mai bun film de animație sau mixt Nominalizare - Premiul Annie pentru cel mai bun film de animație Nominalizare - Premiul BAFTA pentru cel mai bun film de animație Nominalizare - Premiul Asociației Criticilor de Film pentru cel mai bun film de animație Nominalizare - Premiul Saturn pentru cel mai bun film de animație |
| 25 decembrie 2011 | Calul de luptă                             | coproducție cu Touchstone Pictures, Reliance Entertainment, Amblin Entertainment și The Kennedy/Marshall Company Nominalizare - Premiul Oscar pentru cel mai bun film Nominalizare - Premiul Asociației Criticilor de Film pentru cel mai bun film Nominalizare - Premiul Satellite pentru cel mai bun film - Dramă Nominalizare - Premiul Saturn pentru cel mai bun film de acțiune/aventură/thriller |

### 2012
| Data lansării     | Titlu            | Note |
| ----------------- | ---------------- | --- |
| 09 martie 2012    | O mie de cuvinte | coproducție cu Paramount Pictures, Saturn Films, Varsity Pictures și Work After Midnight Films |
| 29 iunie 2012     | Oameni ca noi    | coproducție cu Touchstone Pictures, Reliance Entertainment și K/O Paper Products |
| 16 noiembrie 2012 | Lincoln          | coproducție cu 20th Century Fox, Touchstone Pictures, Reliance Entertainment, Participant Media, Amblin Entertainment și The Kennedy/Marshall Company Nominalizare - Premiul Oscar pentru cel mai bun film Nominalizare - Premiul BAFTA pentru cel mai bun film Nominalizare - Premiul Asociației Criticilor de Film pentru cel mai bun film Nominalizare - David di Donatello pentru cel mai bun film străin Nominalizare - Premiul Globul de Aur pentru cel mai bun film dramatic Nominalizare - Premiul Satellite pentru cel mai bun film - Dramă |

### 2013
| Data lansării     | Titlu                                                 | Note                                                                                               |
| ----------------- | ----------------------------------------------------- | -------------------------------------------------------------------------------------------------- |
| 18 octombrie 2013 | Wikileaks: A cincea putere în stat (The Fifth Estate) | coproducție cu Touchstone Pictures, Reliance Entertainment, Participant Media și Anonymous Content |
| 22 noiembrie 2013 | Tată fără număr (Delivery Man)                        | coproducție cu Touchstone Pictures, Reliance Entertainment și Caramel Film                         |

### 2014
| Data lansării  | Titlu                      | Note |
| -------------- | -------------------------- | --- |
| 14 martie 2014 | Need for Speed: Începuturi | coproducție cu Touchstone Pictures, Reliance Entertainment, Electronic Arts și Bandito Brothers                                  |
| 08 august 2014 | Război în bucătărie        | coproducție cu Touchstone Pictures, Reliance Entertainment, Participant Media, Image Nation, Amblin Entertainment și Harpo Films |

### 2015
| Data lansării     | Titlu           | Note |
| ----------------- | --------------- | --- |
| 16 octombrie 2015 | Podul spionilor | coproducție cu 20th Century Fox, Touchstone Pictures, Reliance Entertainment, Participant Media, Fox 2000 Pictures, Marc Platt Productions, Afterworks Limited, TSG Entertainment, Studio Babelsberg și Amblin Entertainment David di Donatello pentru cel mai bun film străin Premiul Saturn pentru cel mai bun film thriller Nominalizare - Premiul Oscar pentru cel mai bun film Nominalizare - Premiul BAFTA pentru cel mai bun film Nominalizare - Premiul Asociației Criticilor de Film pentru cel mai bun film Nominalizare - Premiul Satellite pentru cel mai bun film - Dramă |

### 2016
| Data lansării      | Titlu                                           | Note |
| ------------------ | ----------------------------------------------- | --- |
| 02 septembrie 2016 | (Lumina dintre oceane) The Light Between Oceans | coproducție cu Touchstone Pictures, Reliance Entertainment, Participant Media și Heyday Films; ultimul film DreamWorks Pictures distribuit de Walt Disney Studios Motion Pictures prin intermediul acordului lor din 2009. |
| 07 octombrie 2016  | Fata din tren (The Girl on the Train)           | coproducție cu Universal Pictures, Reliance Entertainment și Marc Platt Productions Nominalizare - Premiul Saturn pentru cel mai bun film thriller                                                                         |
| 09 decembrie 2016  | Super party la birou                            | coproducție cu Paramount Pictures, Reliance Entertainment, Entertainment 360 și Bluegrass Films |

### 2017
| Data lansării     | Titlu                            | Note |
| ----------------- | -------------------------------- | --- |
| august 2017       | Ghost in the Shell               | coproducție cu Paramount Pictures, Reliance Entertainment, Shanghai Film Group, Steven Paul Productions, Huahua Media și Arad Productions |
| iulie 2017        | Thank You for Your Service       | coproducție cu Universal Pictures, Reliance Entertainment and Rahway Road Productions |
| 22 decembrie 2017 | The Post: Secretele Pentagonului | coproducție cu 20th Century Fox, TSG Entertainment, Reliance Entertainment, Amblin Entertainment, Participant Media, Pascal Pictures and Star Thrower Entertainment Premiul Consiliului Național al Criticilor pentru cel mai bun film Nominalizare - Premiul Oscar pentru cel mai bun film Nominalizare - Premiul Asociației Criticilor de Film pentru cel mai bun film Nominalizare - Premiul Globul de Aur pentru cel mai bun film dramatic Nominalizare - Premiul Saturn pentru cel mai bun film thriller |

### 2018
| Data lansării     | Titlu                            | Note |
| ----------------- | -------------------------------- | --- |
| 12 octombrie 2018 | Primul om pe Lună                | coproducție cu Universal Pictures, Temple Hill Entertainment și Perfect World Pictures Nominalizare - Premiul Asociației Criticilor de Film pentru cel mai bun film Nominalizare - Golden Lion Nominalizare - Premiul Satellite pentru cel mai bun film - Dramă - Drama |
| 16 noiembrie 2018 | Green Book: O prietenie pe viață | coproducție cu Universal Pictures, Alibaba Pictures, Participant Media, Innisfree Pictures și Cinetic Media Premiul Oscar pentru cel mai bun film Premiul Consiliului Național al Criticilor pentru cel mai bun film Premiul Globul de Aur pentru cel mai bun film (muzical/comedie) Premiul People’s Choice al Festivalului Internațional de Film de la Toronto Nominalizare - Premiul BAFTA pentru cel mai bun film Nominalizare - Premiul Asociației Criticilor de Film pentru cel mai bun film Nominalizare - David di Donatello pentru cel mai bun film străin Nominalizare - Premiul Satellite pentru cel mai bun film - Dramă - Musical or Comedy |
| 21 decembrie 2018 | Welcome to Marwen                | coproducție cu Universal Pictures, ImageMovers și Perfect World Pictures |

### 2019
| Data lansării     | Titlu                    | Note |
| ----------------- | ------------------------ | --- |
| 25 decembrie 2019 | 1917: Speranță și moarte | coproducție cu Universal Pictures, Reliance Entertainment, Neal Street Productions, Mogambo & New Republic Pictures Premiul BAFTA pentru cel mai bun film Premiul BAFTA pentru cel mai bun film britanic David di Donatello pentru cel mai bun film străin Premiul Globul de Aur pentru cel mai bun film dramatic Nominalizare - Premiul Oscar pentru cel mai bun film Nominalizare - Premiul Bodil pentru cel mai bun film non-american Nominalizare - Premiul César pentru cel mai bun film străin Nominalizare - Premiul Asociației Criticilor de Film pentru cel mai bun film Nominalizare - Premiul Academiei Japoneze pentru cel mai bun film într-o limbă străină Nominalizare - Premiul Satellite pentru cel mai bun film - Dramă - Drama Nominalizare - Premiul Saturn pentru cel mai bun film de acțiune sau de aventură |

## Anii 2020
| Data lansării      | Titlu                                                         | Note |
| ------------------ | ------------------------------------------------------------- | --- |
| 24 ianuarie 2020   | În tensiune (The Turning)                                     | coproducție cu Universal Pictures, Chislehurst Entertainment, Reliance Entertainment și Vertigo Entertainment |
| 25 septembrie 2020 | Procesul celor șapte din Chicago (The Trial of the Chicago 7) | coproducție cu Paramount Pictures, Cross Creek Pictures, Marc Platt Productions și ShivHans Pictures; distribuit de Netflix Nominalizare - Premiul Oscar pentru cel mai bun film Nominalizare - Premiul BAFTA pentru cel mai bun film Nominalizare - Premiul Bodil pentru cel mai bun film american Nominalizare - Premiul Asociației Criticilor de Film pentru cel mai bun film Nominalizare - Premiul Globul de Aur pentru cel mai bun film dramatic Nominalizare - Premiul Satellite pentru cel mai bun film - Dramă - Drama |
| 29 mai 2021        | Oslo                                                          | coproducție cu HBO Films, Bold Films, Marc Platt Productions și SRO Productions Premiul Critics' Choice Television pentru cel mai bun film realizat pentru televiziune Premiul Satellite pentru cel mai bun film de televiziune Nominalizare - Premiul Emmy pentru cel mai bun film de televiziune |
| 30 iulie 2021      | Stillwater                                                    | coproducție cu Focus Features, Participant, Anonymous Content, Slow Pony, 3dot Productions și Supernatural Pictures |
| 05 august 2022     | Duminica Paștelui (Easter Sunday)                             | coproducție cu Universal Pictures, Reliance Entertainment și Rideback |
| 30 septembrie 2022 | The Good House                                                | coproducție cu Lionsgate, Roadside Attractions, Participant, Reliance Entertainment, FilmNation Entertainment și Faliro House |
| 11 august 2023     | The Last Voyage of the Demeter                                | coproducție cu Universal Pictures, Reliance Entertainment, Storyworks Productions, Studio Babelsberg, Phoenix Pictures și Wise Owl Media |
| 12 iunie 2024      | Distant (Long Distance)                                       | coproducție cu Universal Pictures, Reliance Entertainment, C2 Motion Picture Group, Automatik Entertainment și Range Media Partners |
| 13 decembrie 2024  | Carry-On                                                      | coproducție cu Dylan Clark Productions; distribuit de Netflix |

## Lansări viitoare
| Data lansării                     | Titlu                                                              | Note |
| --------------------------------- | ------------------------------------------------------------------ | ---- |
| The Kidnapping of Edgardo Mortara | coproducție cu Universal Pictures și The Spielberg/Krieger Company |      |